# Morten Harry Olsen
Pour les articles homonymes, voir Olsen.
Morten Harry Olsen, né le 15 août 1960 à Narvik en Norvège, est un écrivain norvégien, auteur de roman policier.

## Biographie
Il fait des études de criminologie à l'université d'Oslo et de philosophie à l'université de Tromsø.
Il est membre de l'association des écrivains de Norvège de 1988 à 1991, président du Norsk Forfattersentrum (no) de 1989 à 1991, président du comité d'organisation du prix Brage de 1991 à 1995, vice-président de l'union des auteurs norvégiens de 1997 à 1998.
En 1985, il fait paraître un recueil de nouvelles, For alt hva vi er verdt, avec lequel il remporte le Tarjei Vesaas' debutantpris (no) 1985. En 1986, il publie son premier roman, Ganske enkelt sand. Il est lauréat en 1993 du prix Riverton 1993 avec Begjærets pris et en 2004 du Havmannprisen (no) 2004 avec Størst av alt.

## Œuvre

### Romans
- Ganske enkelt sand (1986)
- Mississippi (1990)
- Syndenes forlatelse (1991)
- Begjærets pris (1993)
- Tilfeldig utvalg (1996)
  - Tiré au sort, Gaïa Éditions, coll. « Polar » (2004)  (ISBN 2-84720-042-8)
- Mord og galskap (2000)
- Mississippi. neo (2002)
- Størst av alt (2004)
- Adrian Marconis store sorg (2010)

### Recueil de nouvelles
- For alt hva vi er verdt (1985)
- En dans til (1988)

### Essais
- Tråder (1989)
- Golfballens flukt (2007)

### Autre ouvrage
- Naken for leseren, naken for Gud: et essay om romanen (1997)

## Prix et distinctions

### Prix
- Tarjei Vesaas' debutantpris (no) 1985 pour For alt hva vi er verdt
- Prix Riverton 1993 pour Begjærets pris[1]
- Havmannprisen (no) 2004 pour Størst av alt